# Cisza jest... nic się nie dzieje
Cisza jest... nic się nie dzieje – album kompilacyjny różnych wykonawców wydany w 1990 roku, wydany przez Tonpress.
Projekt graficzny – Aleksander Januszewski.

## Lista utworów
Źródło:.
Strona A
1. Püdelsi – „Hymn” / „Pudel z Gwadelupy” (muz. i sł. Püdelsi)
2. Tubylcy Betonu – „Dla panienek co kochają nas” (muz. i sł. Tubylcy Betonu)
3. Kosmetyki Mrs. Pinki – „Taniec wojenny” (muz. Kosmetyki Mrs. Pinki – sł. Dariusz Kulda)
4. Cold War – „Zamiast kwiatów” (muz. i sł. Piotr Zajdel)
5. Zoilus – „Słowa i myśli” (muz. Grzegorz Jurkowski – sł. Dariusz Bernacki)
6. Brygady Miłości – „Ażeby” (muz. Igor Czerniawski – sł. Cezary Włodarczyk)

Strona B
1. Ziyo – „Pod jednym niebem” (muz. Ziyo – sł. Jerzy Durał)
2. Kineo Ra – „Kolejny dzień bez deszczu” (muz. i sł. Kineo Ra)
3. Yanko – „Czołgi Antoniego” (muz. Mirosław Chachulski – sł. Mirosław Chachulski, Dariusz Paraszczuk)
4. Püdelsi – „Prezydent” (muz. i sł. Püdelsi)
5. Aurora – „Wszyscy przeciw wszystkim” (muz. i sł. Aurora)
6. Aurora – „Święta krowa dojna” (muz. i sł. Aurora)